# Léon Gastinel
Pour les articles homonymes, voir Gastinel.
Léon Gustave Cyprien Gastinel est un violoniste et compositeur français, né à Villers-les-Pots en Côte-d'Or le 15 août 1823 et mort à Fresnes le 18 octobre 1906.

## Biographie
Léon Gastinel fait ses premiers pas musicaux dans sa Bourgogne natale, à Auxonne et Dijon, où la Société philharmonique locale joue une ouverture symphonique de sa composition alors qu'il n'a encore que quatorze ans. 
En 1840 il entre au Conservatoire de musique et de déclamation à Paris où il est l'élève de Guérin puis Alard en violon. En parallèle il est violoniste dans l'orchestre de l'Opéra-Comique, puis sera violoniste et altiste à la Société des concerts du Conservatoire. En 1843, il suit les cours de composition de Halévy et, consécration suprême, remporte le grand prix de Rome avec sa cantate Vélasquez en 1846. 
Comme « auteur de trios, de quatuors et de quintettes écrits avec autant de pureté que d'élégance, et où l'on reconnaît un compositeur soucieux de la dignité de son art », il reçoit en 1865 le prix Chartier de l'Institut pour sa production de musique de chambre. 
Léon Gastinel est aussi proche du mouvement musical populaire de masses des orphéons. Il participe ainsi en 1874 à la fondation à Paris de l'Institut orphéonique français, qui « a pour but d'initier les nombreuses sociétés orphéoniques et instrumentales à la connaissance des chefs-d'œuvre des grands maîtres, en les appelant à contribuer par leur concours actif à l'interprétation de ces œuvres dans des exécutions d'ensemble. Il s'occupe de l'organisation des concours de musique et des festivals. » Il en est le président. Il s'implique également à la Société des compositeurs, dont il est vice-président plus de vingt ans.
Il est nommé officier d'instruction publique dans l'ordre des Palmes académiques en 1891 et chevalier de la Légion d'honneur en 1900.
Il a habité au no 5 de la rue Michelet (6e arrondissement de Paris), rue Palatine et à Fresnes.

## Œuvres
Compositeur prolifique, il a écrit deux symphonies, quatre oratorios, trois grands spectacles orphéoniques, plusieurs opéras et opéras-comiques, une symphonie concertante pour deux violons avec orchestre, deux ouvertures et de nombreuses œuvres de musique de chambre.

### Oratorios
- Le Dernier Jour ;
- Les Sept Paroles du Christ ;
- Saül ;
- La Mer ;

### Opéra
- Le Roi ménestrel, opéra dont il est également le librettiste ;
- Le Miroir, opéra-comique en un acte, livret d’Alfred Bayard et Davrecourt, créé à l'Opéra-Comique le 19 janvier 1853 ;
- L’Opéra aux fenêtres, opérette en 1 acte, créée le 5 mai 1857  au théâtre des Bouffes-Parisiens, sur un livret de Ludovic Halévy ;
- Titus et Bérénice, opérette bouffe en 1 acte, sur un livret d’Édouard Fournier, créée le 11 mai 1860 ;
- Le Buisson Vert, opéra-comique en 1 acte, paroles de Mr de Fonteilles, représenté au Théâtre-Lyrique le 15 mai 1861 ;
- Le Barde, opéra en quatre actes, livret du compositeur, créé au Grand-Théâtre de Nice le 25 février 1896 ;
- L'Opéra aux fétiches ;
- La Kermesse, 60 représentations au Théâtre-Lyrique ;
- Eutatès ;
- Ourania ;
- La Dame des Prés ;
- La Tulipe Bleue ;
- Les Trois Commères.

### Ballet
- Le Rêve, créé le 9 juin 1890 sur un livret de Édouard Blau et une chorégraphie de Joseph Hansen[17]. La Mikagouva, danse pantomime japonaise, est interprétée par Rosita Mauri.

### Messes
- Messe Solennelle, créée à l'église Saint-Vincent-de-Paul à Paris le jour de la fête de la Purification, 1859 ;
- Nouvelle Messe Solennelle, qualifiée d’« œuvre consciencieuse et remarquable par la conception générale et la richesse des détails »[18] par Hector Berlioz, 1860.

### Mélodies
- Six mélodies sur des paroles de Charles Potron[19].

### Musique symphonique
- Deux symphonies (1850 et 1888) ;
- une symphonie concertante pour deux violons avec orchestre ;
- deux ouvertures ;
- des poèmes symphoniques.

### Musique de chambre
- Un trio avec piano ;
- trois quatuors à cordes ;
- un quatuor avec piano ;
- un quintette pour vents et piano
- trois sextuors, dont deux avec piano ;
- quatre sonates pour violon et piano ;
- une sonate pour violoncelle et piano.

## Distinctions
- Chevalier de la Légion d'honneur 1900
- Officier de l'ordre des Palmes académiques 1891

## Hommages
- Une rue de Dijon porte son nom ;
- Une impasse de Villers-les-Pots porte son nom.